# ويليام ميلر (مجدف أمريكي)
ويليام ميلر (بالإنجليزية: William Miller) هو مجدف أمريكي، ولد في 12 مارس 1947 في بروكتون في الولايات المتحدة.

## وصلات خارجية
- ويليام ميلر على موقع الاتحاد الدولي للتجديف (الإنجليزية)
- ويليام ميلر على موقع أوليمبيديا (الإنجليزية)